# Martín Rodríguez
Jorge Martín Rodríguez Alba, também conhecido por Martín Rodríguez (San José, 31 de julho de 1970), é um jogador de futebol uruguaio, já aposentado.
Começou a carreira de jogador no Club Atlético San Lorenzo do Uruguai em 1986, e a partir de 1991 passou a jogar pelo Peñarol onde ficou até 1996.